# EHF Champions League der Frauen 2012/13
An der EHF Champions League 2012/13 nahmen insgesamt 32 Handball-Vereinsmannschaften teil, die sich in der vorangegangenen Saison in ihren Heimatländern für den Wettbewerb qualifiziert hatten. Es war die 53. Austragung der EHF Champions League bzw. des Europapokals der Landesmeister. Der ungarische Verein Győri ETO KC gewann erstmals diesen Wettbewerb.

## Modus
Qualifikation 2
Die Qualifikation 2 wird im Rahmen mehrerer Final-Four-Turniere ausgetragen. Drei Gruppen à vier Teams, eine Gruppe à drei Teams und eine Gruppe à zwei Teams. Pro Gruppe qualifiziert sich das beste Team für die Gruppenphase. Die ausscheidenden zwölf Teams ziehen in die 2. oder 3. Runde des Europapokal der Pokalsieger ein.
Gruppenphase
Es gibt vier Gruppen mit je vier Mannschaften. In einer Gruppe spielt jeder gegen jeden ein Hin- und Rückspiel; die jeweils zwei Gruppenbesten erreichen die Hauptrunde.
Hauptrunde
Es gibt zwei Gruppen mit je vier Mannschaften. In einer Gruppe spielt jeder gegen jeden ein Hin- und Rückspiel; die jeweils zwei Gruppenbesten erreichen das Halbfinale.
K.-o.-Runden
Das Halbfinale und Finale wird im K.-o.-System mit Hin- und Rückspiel gespielt.

## Qualifikation 2
Die Auslosung der Qualifikation 2 fand am 3. Juli 2012 um 11:00 Uhr (UTC+2) in Wien statt.
Es nehmen 17 Teams teil, die sich vorher für den Wettbewerb qualifiziert haben.

### Qualifizierte Teams
| Topf 1: - Byåsen IL (2. Norwegische Liga) - FTC-Rail Cargo Hungaria (2. Ungarische Liga) - U Jolidon Cluj Napoca (2. Rumänische Liga) - Viborg HK (2. Dänische Liga) | Topf 2: - Balonmano Bera Bera (2. Spanische Liga) - Rostow am Don (2. Russische Liga) - Buxtehuder SV (2. Deutsche Liga) |

| Topf 3: - Vistal Łączpol Gdynia (1. Polnische Liga) - Dalfsen (1. Niederländische Liga) - RK Zaječar (1. Serbische Liga) | Topf 4: - HC Metalurg Skopje (1. Mazedonische Liga) - Muratpaşa Belediyesi SK (1. Türkische Liga) - Iuventa (1. Slowakische Liga) - LC Brühl Handball (1. Schweizer Liga) |

| Topf W: - Issy Paris Handball (2. Französische Liga) - Swesda Swenigorod (3. Russische Liga) - HC Leipzig (3. Deutsche Liga) |

### Gruppen
| Gruppe 1 Viborg HK Balonmano Bera Bera Vistal Łączpol Gdynia LC Brühl Handball | Gruppe 2 Byåsen IL Buxtehuder SV Dalfsen ŽRK Metalurg Skopje | Gruppe 3 U Jolidon Cluj Napoca GK Rostow am Don RK Zaječar Muratpaşa Belediyesi SK | K.-o.-Spiel FTC-Rail Cargo Hungaria Iuventa | Gruppe W Issy Paris Handball Swesda Swenigorod HC Leipzig |

### Gruppe 1
Das Turnier der Gruppe 1 findet am 22. und 23. September 2012 in der ------ in Viborg statt.
Die Halbfinalspiele der Gruppe 1 finden am 22. September 2012 statt. Der Gewinner jeder Partie zieht in das Finale, um die Teilnahme an der Gruppenphase, ein. Die Verlierer nehmen am Spiel um die Plätze drei und vier teil.
| Mannschaft 1                            | Endergebnis       | Mannschaft 2                              | Datum und Zeit          |
| --------------------------------------- | ----------------- | ----------------------------------------- | ----------------------- |
| Viborg HK Sabine Pedersen 5             | 30 : 14 (15 : 6)  | LC Brühl Handball Tamara Bösch 4          | 22.09.12, Sa. 13:00 Uhr |
| Viborg HK Sabine Pedersen 5             | Spielbericht      | LC Brühl Handball Tamara Bösch 4          | 985 Zuschauer           |
| Balonmano Bera Bera Eider Rubio Ponce 7 | 22 : 31 (11 : 18) | Vistal Łączpol Gdynia Karolina Sulżycka 7 | 22.09.12, Sa. 16:00 Uhr |
| Balonmano Bera Bera Eider Rubio Ponce 7 | Spielbericht      | Vistal Łączpol Gdynia Karolina Sulżycka 7 | 300 Zuschauer           |

Das Spiel der Verlierer findet am 23. September 2012 statt. Der Verlierer der Partie nimmt an der 2. Runde des Europapokal der Pokalsieger teil. Der Gewinner nimmt an der 3. Runde des Europapokal der Pokalsieger teil.
| Mannschaft 1                     | Endergebnis       | Mannschaft 2                                  | Datum und Zeit          |
| -------------------------------- | ----------------- | --------------------------------------------- | ----------------------- |
| LC Brühl Handball Tamara Bösch 9 | 23 : 33 (11 : 17) | Balonmano Bera Bera Patricia Elorza Eguiara 8 | 23.09.12, So. 14:00 Uhr |
| LC Brühl Handball Tamara Bösch 9 | Spielbericht      | Balonmano Bera Bera Patricia Elorza Eguiara 8 | 150 Zuschauer           |

Das Finale findet am 23. September 2012 statt. Der Gewinner der Partie nimmt in der Gruppe D an der Gruppenphase der EHF Champions League 2012/13 teil. Der Verlierer nimmt an der 3. Runde des Europapokal der Pokalsieger teil.
| Mannschaft 1                 | Endergebnis       | Mannschaft 2                            | Datum und Zeit          |
| ---------------------------- | ----------------- | --------------------------------------- | ----------------------- |
| Viborg HK Isabelle Gulldén 6 | 26 : 22 (12 : 11) | Vistal Łączpol Gdynia Aleksandra Zych 6 | 23.09.12, So. 16:50 Uhr |
| Viborg HK Isabelle Gulldén 6 | Spielbericht      | Vistal Łączpol Gdynia Aleksandra Zych 6 | 1.100 Zuschauer         |

### Gruppe 2
Das Turnier der Gruppe 2 findet am 22. und 23. September 2012 in Trondheim statt.
Die Halbfinalspiele der Gruppe 2 finden am 22. September 2012 statt. Der Gewinner jeder Partie zieht in das Finale, um die Teilnahme an der Gruppenphase, ein. Die Verlierer nehmen am Spiel um die Plätze drei und vier teil.
| Mannschaft 1                | Endergebnis       | Mannschaft 2                      | Datum und Zeit          |
| --------------------------- | ----------------- | --------------------------------- | ----------------------- |
| Byåsen IL Ida Alstad 12     | 29 : 19 (16 : 7)  | ŽRK Metalurg Dragana Pecevska 4   | 22.09.12, Sa. 14:30 Uhr |
| Byåsen IL Ida Alstad 12     | Spielbericht      | ŽRK Metalurg Dragana Pecevska 4   | 550 Zuschauer           |
| Buxtehuder SV Randy Bülau 6 | 34 : 31 (18 : 16) | SV Dalfsen Fabienne Logtenberg 13 | 22.09.12, Sa. 17:00 Uhr |
| Buxtehuder SV Randy Bülau 6 | Spielbericht      | SV Dalfsen Fabienne Logtenberg 13 | 60 Zuschauer            |

Das Spiel der Verlierer findet am 23. September 2012 statt. Der Verlierer der Partie nimmt an der 2. Runde des Europapokal der Pokalsieger teil. Der Gewinner nimmt an der 3. Runde des Europapokal der Pokalsieger teil.
| Mannschaft 1                      | Endergebnis       | Mannschaft 2              | Datum und Zeit          |
| --------------------------------- | ----------------- | ------------------------- | ----------------------- |
| ŽRK Metalurg Nataša Mladenovska 6 | 34 : 26 (14 : 12) | SV Dalfsen Yara Nijboer 5 | 23.09.12, So. 15:30 Uhr |
| ŽRK Metalurg Nataša Mladenovska 6 | Spielbericht      | SV Dalfsen Yara Nijboer 5 | 50 Zuschauer            |

Das Finale findet am 23. September 2012 statt. Der Gewinner der Partie nimmt in der Gruppe A an der Gruppenphase der EHF Champions League 2012/13 teil. Der Verlierer nimmt an der 3. Runde des Europapokal der Pokalsieger teil.
| Mannschaft 1           | Endergebnis       | Mannschaft 2                 | Datum und Zeit          |
| ---------------------- | ----------------- | ---------------------------- | ----------------------- |
| Byåsen IL Ida Alstad 7 | 22 : 26 (12 : 14) | Buxtehuder SV Lone Fischer 7 | 23.09.12, So. 18:00 Uhr |
| Byåsen IL Ida Alstad 7 | Spielbericht      | Buxtehuder SV Lone Fischer 7 | 637 Zuschauer           |

### Gruppe 3
Das Turnier der Gruppe 3 findet am 22. und 23. September 2012 in Cluj Napoca statt.
Die Halbfinalspiele der Gruppe 3 finden am 22. September 2012 statt. Der Gewinner jeder Partie zieht in das Finale, um die Teilnahme an der Gruppenphase, ein. Die Verlierer nehmen am Spiel um die Plätze drei und vier teil.
| Mannschaft 1                               | Endergebnis       | Mannschaft 2                                  | Datum und Zeit          |
| ------------------------------------------ | ----------------- | --------------------------------------------- | ----------------------- |
| U Jolidon Cluj Magdalena Elena Paraschiv 8 | 34 : 26 (16 : 18) | Muratpaşa Belediyesi SK Serpil İskenderoğlu 6 | 22.09.12, Sa. 17:20 Uhr |
| U Jolidon Cluj Magdalena Elena Paraschiv 8 | Spielbericht      | Muratpaşa Belediyesi SK Serpil İskenderoğlu 6 | 2.000 Zuschauer         |
| Rostow am Don Rehina Schymkute 9           | 29 : 28 (12 : 9)  | RK Zaječar Aneta Peraica 7                    | 22.09.12, Sa. 19:30 Uhr |
| Rostow am Don Rehina Schymkute 9           | Spielbericht      | RK Zaječar Aneta Peraica 7                    | 1.000 Zuschauer         |

Das Spiel der Verlierer findet am 23. September 2012 statt. Der Verlierer der Partie nimmt an der 2. Runde des Europapokal der Pokalsieger teil. Der Gewinner nimmt an der 3. Runde des Europapokal der Pokalsieger teil.
| Mannschaft 1                            | Endergebnis      | Mannschaft 2             | Datum und Zeit          |
| --------------------------------------- | ---------------- | ------------------------ | ----------------------- |
| Muratpaşa Belediyesi SK Ines Khouildi 6 | 27 : 35 (13 : 8) | RK Zaječar Maja Zebić 10 | 23.09.12, So. 19:30 Uhr |
| Muratpaşa Belediyesi SK Ines Khouildi 6 | Spielbericht     | RK Zaječar Maja Zebić 10 | 500 Zuschauer           |

Das Finale findet am 23. September 2012 statt. Der Gewinner der Partie nimmt in der Gruppe B an der Gruppenphase der EHF Champions League 2012/13 teil. Der Verlierer nimmt an der 3. Runde des Europapokal der Pokalsieger teil.
| Mannschaft 1                              | Endergebnis       | Mannschaft 2                   | Datum und Zeit          |
| ----------------------------------------- | ----------------- | ------------------------------ | ----------------------- |
| U Jolidon Cluj Florentina Carmen Cartaș 9 | 23 : 22 (13 : 11) | Rostow am Don Marina Jarzewa 7 | 23.09.12, So. 17:00 Uhr |
| U Jolidon Cluj Florentina Carmen Cartaș 9 | Spielbericht      | Rostow am Don Marina Jarzewa 7 | 2.500 Zuschauer         |

### Gruppe W
Das Turnier der Gruppe W findet vom 21. September bis zum 23. September 2012 in Issy-les-Moulineaux statt.

Der Tabellenerste nimmt in der Gruppe D an der Gruppenphase der EHF Champions League der Frauen 2012/13 teil.

Der Tabellenzweite und dritte nimmt an der 3. Runde des EHF-Europapokal der Pokalsieger der Frauen 2012/13 teil.

| Pl. | Mannschaft        | Sp. | S | U | N | T  | GT | Diff | Pkt |
| --- | ----------------- | --- | - | - | - | -- | -- | ---- | --- |
| 1.  | Swesda Swenigorod | 3   | 2 | 0 | 0 | 52 | 41 | + 11 | 4   |
| 2.  | HC Leipzig        | 3   | 1 | 0 | 1 | 42 | 42 | ± 0  | 2   |
| 3.  | Issy Paris Hand   | 3   | 0 | 0 | 2 | 36 | 47 | - 11 | 0   |

| 21. September 2012, Fr. 19:00 Uhr Issy-les-Moulineaux | 650 Zuschauer Spielbericht | HC Leipzig Karolina Kudłacz 6          | 21 : 16 (14 : 10) | Issy Paris Hand Mariama Signaté 9      |
| 22. September 2012, Sa. 16:00 Uhr Issy-les-Moulineaux | 400 Zuschauer Spielbericht | Swesda Swenigorod Anastasia Lobatsch 5 | 26 : 21 (12 : 12) | HC Leipzig Maura Visser 6              |
| 23. September 2012, So. 12:00 Uhr Issy-les-Moulineaux | 720 Zuschauer Spielbericht | Issy Paris Hand Mariama Signaté 6      | 20 : 26 (07 : 11) | Swesda Swenigorod Anastasia Lobatsch 5 |

### K.-o.-Spiel
Der Gewinner der Partien nimmt in der Gruppe C an der Gruppenphase der EHF Champions League der Frauen 2012/13 teil.

Der Verlierer der Partien nimmt an der 2. Runde der EHF-Europapokal der Pokalsieger der Frauen 2012/13 teil.

| Mannschaft 1                          | Mannschaft 2                          | Hinspiel             | Rückspiel            | Gesamt  |
| ------------------------------------- | ------------------------------------- | -------------------- | -------------------- | ------- |
| IUVENTA Michalovce Lucia Tobiašová 10 | FTC Rail Cargo Hungaria Nerea Pena 12 | 19.09.2012 18:00 Uhr | 22.09.2012 17:00 Uhr | 48 : 71 |
| IUVENTA Michalovce Lucia Tobiašová 10 | FTC Rail Cargo Hungaria Nerea Pena 12 | 26 : 40 (10 : 15)    | 31 : 22 (16 : 8)     | 48 : 71 |
| IUVENTA Michalovce Lucia Tobiašová 10 | FTC Rail Cargo Hungaria Nerea Pena 12 | 1.800 Zuschauer      | 1.000 Zuschauer      | 48 : 71 |

## Gruppenphase
Die Auslosung der Gruppenphase findet am 6. Juli 2012 um 11:00 Uhr (UTC+2) in Herzogenaurach statt.
Es nehmen die 4 erstplatzierten aus der Qualifikation 2 und die 12 die sich vorher für den Wettbewerb qualifiziert haben teil.

### Qualifizierte Teams
| Topf 1: - ŽRK Budućnost Podgorica (1. Montenegrinische Liga) - Larvik HK (1. Norwegische Liga) - Győri ETO KC (1. Ungarische Liga) - CS Oltchim Râmnicu Vâlcea (1. Rumänische Liga) | Topf 2: - Randers HK (1. Dänische Liga) - Rokometni Klub Krim (1. Slowenische Liga) - HK Dynamo Wolgograd (1. Russische Liga) - Thüringer HC (1. Deutsche Liga) |

| Topf 3: - Hypo Niederösterreich (1. Österreichische Liga) - RK Podravka Vegeta (1. Kroatische Liga) - IK Sävehof (1. Schwedische Liga) - Swesda Swenigorod | Topf 4: - Viborg HK - Buxtehuder SV - U Jolidon Cluj - FTC Rail Cargo Hungaria |

### Gruppen
| Gruppe A CS Oltchim Râmnicu Vâlcea Randers HK Hypo Niederösterreich Buxtehuder SV | Gruppe B Győri ETO KC Rokometni Klub Krim RK Podravka Vegeta U Jolidon Cluj | Gruppe C Larvik HK GK Dynamo Wolgograd IK Sävehof FTC Rail Cargo Hungaria | Gruppe D ŽRK Budućnost Podgorica Thüringer HC Swesda Swenigorod Viborg HK |

### Entscheidungen
|  | Teilnahme an der Hauptrunde                               |
|  | Teilnahme am Achtelfinale des Europapokal der Pokalsieger |

### Gruppe A
| Pl. | Mannschaft                | Sp. | S | U | N | T   | GT  | Diff | Pkt |
| --- | ------------------------- | --- | - | - | - | --- | --- | ---- | --- |
| 1.  | CS Oltchim Râmnicu Vâlcea | 6   | 6 | 0 | 0 | 170 | 129 | +41  | 12  |
| 2.  | Randers HK                | 6   | 3 | 0 | 3 | 166 | 156 | +10  | 06  |
| 3.  | Hypo NÖ                   | 6   | 3 | 0 | 3 | 156 | 153 | +03  | 06  |
| 4.  | Buxtehuder SV             | 6   | 0 | 0 | 6 | 134 | 188 | −54  | 0   |

| 14. Oktober 2012, So 19:00 Uhr in Râmnicu Vâlcea,                                            | 2.986 Zuschauer Spielbericht | CS Oltchim Râmnicu Vâlcea Katarina Bulatović 10 | 30 : 25 (15 : 12) | Hypo NÖ Gorica Aćimović 6                        |
| 15. Oktober 2012, Mo. 19:00 Uhr in Randers,                                                  | 1.551 Zuschauer Spielbericht | Randers HK Sabina Jacobsen 8                    | 36 : 26 (20 : 10) | Buxtehuder SV Lone Fischer 7                     |
| 20. Oktober 2012, Sa. 15:00 Uhr in Hamburg,                                                  | 1.300 Zuschauer Spielbericht | Buxtehuder SV Lone Fischer 6                    | 15 : 34 (6 : 14)  | CS Oltchim Râmnicu Vâlcea Katarina Bulatović 7   |
| 20. Oktober 2012, Sa. 20:25 Uhr in Maria Enzersdorf , Leistungssport-Zentrum (ÖLSZ) Südstadt | 500 Zuschauer Spielbericht   | Hypo NÖ Alexandra do Nascimento 6               | 32 : 25 (18 : 11) | Randers HK Siraba Dembélé 6                      |
| 27. Oktober 2012, Sa. 15:00 Uhr in Randers , Skyline - Elro Arena Randers                    | 1.450 Zuschauer Spielbericht | Randers HK Gitte Evendorff Andersen 5           | 20 : 24 (9 : 11)  | CS Oltchim Râmnicu Vâlcea Iulia Vasilica Curea 6 |
| 28. Oktober 2012, So. 15:00 Uhr in Hamburg , CU Arena                                        | 1.200 Zuschauer Spielbericht | Buxtehuder SV Lone Fischer 6                    | 20 : 28 (8 : 11)  | Hypo NÖ Fabiana Diniz 6                          |
| 4. November 2012, So. 19:30 Uhr in Râmnicu Vâlcea , "Traian" Sport Hall                      | 2.788 Zuschauer Spielbericht | CS Oltchim Râmnicu Vâlcea Aurelia Brădeanu 7    | 27 : 23 (10 : 10) | Randers HK Macarena Aguilar Díaz 6               |
| 3. November 2012, Sa. 20:25 Uhr in Maria Enzersdorf , ÖLSZ Südstadt                          | 800 Zuschauer Spielbericht   | Hypo NÖ Alexandra do Nascimento 8               | 27 : 24 (14 : 11) | Buxtehuder SV Friederike Lütz 6                  |
| 11. November 2012, So. 17:00 Uhr in Maria Enzersdorf , ÖLSZ Südstadt                         | 1.020 Zuschauer Spielbericht | Hypo NÖ Deonise Cavaleiro 8                     | 24 : 25 (12 : 14) | CS Oltchim Râmnicu Vâlcea Katarina Bulatović 10  |
| 11. November 2012, So. 15:00 Uhr in Hamburg , CU Arena                                       | 1.500 Zuschauer Spielbericht | Buxtehuder SV Jana Stapelfeldt 7                | 27 : 33 (11 : 16) | Randers HK Gitte Evendorff Andersen 10           |
| 18. November 2012, So. 19:00 Uhr in Râmnicu Vâlcea , "Traian" Sport Hall                     | 1.846 Zuschauer Spielbericht | CS Oltchim Râmnicu Vâlcea Katarina Bulatović 6  | 30 : 22 (18 : 10) | Buxtehuder SV Jana Stapelfeldt 6                 |
| 18. November 2012, So. 15:00 Uhr in Randers , Skyline - Elro Arena Randers                   | 1.700 Zuschauer Spielbericht | Randers HK Camilla Dalby 8                      | 29 : 20 (15 : 9)  | Hypo NÖ Fabiana Diniz 5                          |

### Gruppe B
| Pl. | Mannschaft         | Sp. | S | U | N | T   | GT  | Diff | Pkt |
| --- | ------------------ | --- | - | - | - | --- | --- | ---- | --- |
| 1.  | Győri ETO KC       | 6   | 6 | 0 | 0 | 180 | 134 | +46  | 12  |
| 2.  | RK Krim Mercator   | 6   | 3 | 0 | 3 | 151 | 157 | −06  | 06  |
| 3.  | RK Podravka Vegeta | 6   | 3 | 0 | 3 | 136 | 143 | −07  | 06  |
| 4.  | U Jolidon Cluj     | 6   | 0 | 0 | 6 | 141 | 174 | −33  | 0   |

| 13. Oktober 2012, Sa. 17:15 Uhr in Győr , Magvassy Mihály Sportcsarnok   | 2.000 Zuschauer Spielbericht | Győri ETO KC Eduarda Amorim 5             | 24 : 19 (11 : 7)  | RK Podravka Vegeta Sanja Damnjanović 9  |
| 14. Oktober 2012, So. 19:30 Uhr in Ljubljana , Arena Stožice             | 2.500 Zuschauer Spielbericht | RK Krim Mercator Susann Müller 9          | 28 : 27 (15 : 13) | U Jolidon Cluj Mihaela Ani-Senocico 8   |
| 20. Oktober 2012, Sa. 17:30 Uhr in Cluj Napoca , Horia Demian            | 3.000 Zuschauer Spielbericht | U Jolidon Cluj Mihaela Ani-Senocico 7     | 25 : 30 (13 : 20) | Győri ETO KC Andrea Lekić 8             |
| 21. Oktober 2012, So. 17:30 Uhr in Koprivnica , Sport Hall Fran Galović  | 2.500 Zuschauer Spielbericht | RK Podravka Vegeta Žana Čović 8           | 25 : 22 (14 : 11) | RK Krim Mercator Carmen Martín 8        |
| 28. Oktober 2012, So. 19:30 Uhr in Ljubljana , Arena Stožice             | 2.500 Zuschauer Spielbericht | RK Krim Mercator Nina Wörz 4              | 20 : 31 (9 : 12)  | Győri ETO KC Anita Görbicz 9            |
| 27. Oktober 2012, Sa. 17:30 Uhr in Cluj Napoca , Horia Demian            | 2.500 Zuschauer Spielbericht | U Jolidon Cluj Florentina Carmen Cartaș 5 | 19 : 20 (6 : 10)  | RK Podravka Vegeta Sanja Damnjanović 6  |
| 3. November 2012, Sa. 15:45 Uhr in Győr , Magvassy Mihály Sportcsarnok   | 1.800 Zuschauer Spielbericht | Győri ETO KC Jovanka Radičević 7          | 29 : 22 (16 : 9)  | RK Krim Mercator Tamara Mavsar 6        |
| 4. November 2012, So. 17:00 Uhr in Koprivnica , Sport Hall Fran Galović  | 2.500 Zuschauer Spielbericht | RK Podravka Vegeta Sanja Damnjanović 11   | 28 : 21 (16 : 13) | U Jolidon Cluj Maria Mihaela Tivadar 6  |
| 11. November 2012, So. 17:30 Uhr in Koprivnica , Sport Hall Fran Galović | 2.500 Zuschauer Spielbericht | RK Podravka Vegeta Sanja Damnjanović 8    | 22 : 29 (11 : 14) | Győri ETO KC Andrea Lekić 7             |
| 11. November 2012, So. 16:30 Uhr in Cluj Napoca , Horia Demian           | 2.700 Zuschauer Spielbericht | U Jolidon Cluj Mihaela Ani-Senocico 5     | 23 : 31 (12 : 15) | RK Krim Mercator Tamara Mavsar 6        |
| 17. November 2012, Sa. 16:00 Uhr in Győr , Magvassy Mihály Sportcsarnok  | 1.800 Zuschauer Spielbericht | Győri ETO KC Ivett Szepesi 7              | 37 : 26 (17 : 14) | U Jolidon Cluj Florina Maria Chintoan 9 |
| 18. November 2012, So. 20:30 Uhr in Ljubljana , Arena Stožice            | 3.000 Zuschauer Spielbericht | RK Krim Mercator Carmen Martín 6          | 28 : 22 (14 : 12) | RK Podravka Vegeta Sanja Damnjanović 9  |

### Gruppe C
| Pl. | Mannschaft              | Sp. | S | U | N | T   | GT  | Diff | Pkt |
| --- | ----------------------- | --- | - | - | - | --- | --- | ---- | --- |
| 1.  | Larvik                  | 6   | 5 | 0 | 1 | 197 | 156 | +41  | 10  |
| 2.  | FTC Rail Cargo Hungaria | 6   | 5 | 0 | 1 | 183 | 163 | +20  | 10  |
| 3.  | HK Dynamo Wolgograd     | 6   | 1 | 0 | 5 | 157 | 200 | −43  | 02  |
| 4.  | IK Sävehof              | 6   | 1 | 0 | 5 | 174 | 192 | −18  | 02  |

| 13. Oktober 2012, Sa. 17:45 Uhr in Larvik , Arena Larvik                    | 1.450 Zuschauer Spielbericht | Larvik Linn Jørum Sulland 10                   | 39 : 31 (21 : 13) | IK Sävehof Ida Odén 8                         |
| 14. Oktober 2012, So. 16:00 Uhr in Wolgograd , Sport hall Dynamo Wolgograd  | 1.200 Zuschauer Spielbericht | HK Dynamo Wolgograd Tatjana Chmyrowa 6         | 21 : 37 (9 : 23)  | FTC Rail Cargo Hungaria Zsuzsanna Tomori 7    |
| 21. Oktober 2012, So. 18:00 Uhr in Dabas , City Hall Dabas                  | 2.498 Zuschauer Spielbericht | FTC Rail Cargo Hungaria Zsuzsanna Tomori 5     | 28 : 24 (16 : 12) | Larvik Anja Edin 7                            |
| 21. Oktober 2012, So. 16:00 Uhr in Partille , Partillebohallen              | 1.150 Zuschauer Spielbericht | IK Sävehof Ida Odén 7                          | 28 : 34 (10 : 16) | HK Dynamo Wolgograd Tatjana Chmyrowa 7        |
| 28. Oktober 2012, So. 16:00 Uhr in Wolgograd , Sport hall Dynamo Wolgograd  | 1.200 Zuschauer Spielbericht | HK Dynamo Wolgograd Wiktorija Borschtschenko 5 | 24 : 35 (14 : 17) | Larvik Anja Edin 8                            |
| 27. Oktober 2012, Sa. 16:00 Uhr in Dabas , City Hall Dabas                  | 2.498 Zuschauer Spielbericht | FTC Rail Cargo Hungaria Zita Szucsánszki 9     | 31 : 28 (15 : 16) | IK Sävehof Jamina Roberts 9                   |
| 3. November 2012, Sa. 17:45 Uhr in Larvik , Arena Larvik                    | 1.847 Zuschauer Spielbericht | Larvik Anja Edin 9                             | 40 : 25 (20 : 11) | HK Dynamo Wolgograd Ksenija Makejewa 5        |
| 4. November 2012, So. 15:00 Uhr in Partille , Partillebohallen              | 768 Zuschauer Spielbericht   | IK Sävehof Ida Odén 7                          | 32 : 34 (15 : 13) | FTC Rail Cargo Hungaria Zita Szucsánszki 12   |
| 11. November 2012, So. 15:00 Uhr in Partille , Partillebohallen             | 1.066 Zuschauer Spielbericht | IK Sävehof Jamina Roberts 8                    | 25 : 29 (13 : 11) | Varvik Linn Jørum Sulland 6                   |
| 11. November 2012, So. 19:00 Uhr in Dabas , City Hall Dabas                 | 2.002 Zuschauer Spielbericht | FTC Rail Cargo Hungaria Zita Szucsánszki 9     | 30 : 28 (14 : 17) | HK Dynamo Wolgograd Tatjana Chmyrowa 6        |
| 17. November 2012, Sa. 17:45 Uhr in Larvik , Arena Larvik                   | 2.890 Zuschauer Spielbericht | Larvik Thea Mørk 6                             | 30 : 23 (16 : 13) | FTC Rail Cargo Hungaria Piroska Szamoránsky 6 |
| 18. November 2012, So. 16:00 Uhr in Wolgograd , Sport hall Dynamo Wolgograd | 1.200 Zuschauer Spielbericht | HK Dynamo Wolgograd Wiktorija Borschtschenko 6 | 25 : 30 (12 : 13) | IK Sävehof Ida Odén 9                         |

### Gruppe D
| Pl. | Mannschaft              | Sp. | S | U | N | T   | GT  | Diff | Pkt |
| --- | ----------------------- | --- | - | - | - | --- | --- | ---- | --- |
| 1.  | ŽRK Budućnost Podgorica | 6   | 5 | 0 | 1 | 154 | 142 | +12  | 10  |
| 2.  | Swesda Swenigorod       | 6   | 4 | 0 | 2 | 149 | 134 | +15  | 08  |
| 3.  | Thüringer HC            | 6   | 3 | 0 | 3 | 146 | 153 | −07  | 06  |
| 4.  | Viborg HK               | 6   | 0 | 0 | 6 | 143 | 163 | −20  | 0   |

| 13. Oktober 2012, Sa. 20:00 Uhr in Podgorica , S.C. Morača                         | 3.500 Zuschauer Spielbericht | ŽRK Budućnost Podgorica Milena Knežević 11 | 29 : 21 (15 : 9)  | Swesda Swenigorod Julija Nikolić 7        |
| 14. Oktober 2012, So. 15:00 Uhr in Nordhausen , Wiedigsburghalle Nordhausen        | 1.750 Zuschauer Spielbericht | Thüringer HC Lýdia Jakubisová 6            | 34 : 30 (18 : 14) | Viborg HK Isabelle Gulldén 8              |
| 21. Oktober 2012, So. 17:00 Uhr in Viborg , Viborg Stadionhal                      | 1.420 Zuschauer Spielbericht | Viborg HK Isabelle Gulldén 5               | 20 : 26 (12 : 14) | ŽRK Budućnost Podgorica Milena Knežević 8 |
| 20. Oktober 2012, Sa. 17:00 Uhr in Tschechow , Sporthalle "Olimpijskij" Tschechow  | 800 Zuschauer Spielbericht   | Swesda Swenigorod Anna Wjachirewa 10       | 31 : 24 (15 : 13) | Thüringer HC Nadja Nadgornaja 9           |
| 28. Oktober 2012, So. 15:00 Uhr in Nordhausen , Wiedigsburghalle Nordhausen        | 1.900 Zuschauer Spielbericht | Thüringer HC Lýdia Jakubisová 7            | 24 : 20 (10 : 10) | ŽRK Budućnost Podgorica Milena Knežević 6 |
| 28. Oktober 2012, So. 17:00 Uhr in Viborg , Viborg Stadionhal                      | 1.523 Zuschauer Spielbericht | Viborg HK Maria Fisker 7                   | 27 : 28 (12 : 13) | Swesda Swenigorod Julija Nikolić 8        |
| 4. November 2012, So. 19:00 Uhr in Podgorica , S.C. Morača                         | 3.200 Zuschauer Spielbericht | ŽRK Budućnost Podgorica Milena Knežević 11 | 23 : 15 (11 : 8)  | Thüringer HC Sonja Frey 3                 |
| 4. November 2012, So. 18:30 Uhr in Tschechow , Sporthalle "Olimpijskij" Tschechow  | 700 Zuschauer Spielbericht   | Swesda Swenigorod Alexandra Lacrabère 6    | 20 : 17 (8 : 9)   | Viborg HK Johanna Ahlm 4                  |
| 11. November 2012, So. 17:00 Uhr in Tschechow , Sporthalle "Olimpijskij" Tschechow | 1.000 Zuschauer Spielbericht | Swesda Swenigorod Alexandra Lacrabère 9    | 31 : 25 (17 : 12) | ŽRK Budućnost Podgorica Milena Knežević 9 |
| 11. November 2012, So. 17:00 Uhr in Viborg , Viborg Stadionhal                     | 1.638 Zuschauer Spielbericht | Viborg HK Isabelle Gulldén 12              | 26 : 29 (11 : 16) | Thüringer HC Katrin Engel 8               |
| 18. November 2012, So. 19:00 Uhr in Podgorica , S.C. Morača                        | 4.000 Zuschauer Spielbericht | ŽRK Budućnost Podgorica Milena Knežević 9  | 26 : 23 (11 : 10) | Viborg HK Rikke Skov 5                    |
| 18. November 2012, So. 15:00 Uhr in Nordhausen , Wiedigsburghalle Nordhausen       | 2.218 Zuschauer Spielbericht | Thüringer HC Lýdia Jakubisová 5            | 20 : 23 (7 : 13)  | Swesda Swenigorod Ljudmila Postnowa 7     |

## Hauptrunde
Die Auslosung der Hauptrunde fand am 20. November 2012 um 12:00 Uhr (GMT+2) in Wien statt. Es nehmen die acht Erst- und Zweitplatzierten aus der Gruppenphase teil.

### Qualifizierte Teams
| Topf 1. CS Oltchim Râmnicu Vâlcea Győri ETO KC Larvik HK Swesda Swenigorod | Topf 2. Randers HK RK Krim Mercator FTC Rail Cargo Hungaria ŽRK Budućnost Podgorica |

### Gruppen
| Gruppe A Győri ETO KC Larvik HK ŽRK Budućnost Podgorica Randers HK | Gruppe B Swesda Swenigorod CS Oltchim Râmnicu Vâlcea RK Krim Mercator FTC Rail Cargo Hungaria |

### Entscheidungen
|  | Teilnahme am Halbfinale |

### Gruppe A
| Pl. | Mannschaft              | Sp. | S | U | N | T   | GT  | Diff | Pkt |
| --- | ----------------------- | --- | - | - | - | --- | --- | ---- | --- |
| 1.  | Győri ETO KC            | 6   | 6 | 0 | 0 | 160 | 122 | +38  | 12  |
| 2.  | Larvik HK               | 6   | 4 | 0 | 2 | 146 | 133 | +13  | 08  |
| 3.  | ŽRK Budućnost Podgorica | 6   | 1 | 1 | 4 | 116 | 139 | −23  | 03  |
| 4.  | Randers HK              | 6   | 0 | 1 | 5 | 129 | 157 | −28  | 01  |

| 26. 01. 2013, Sa. 17:15 Uhr in Arena Larvik, Larvik                  | 1.752 Zuschauer Spielbericht | Larvik HK Linn-Kristin Riegelhuth Koren 9  | 25 : 19 (12 : 9)  | Randers HK Camilla Dalby 5                |
| 02. 02. 2013, Sa. 16:00 Uhr in Magvassy Mihaly Sporthalle, Győr      | 1.800 Zuschauer Spielbericht | Győri ETO KC Anita Görbicz 7               | 27 : 17 (14 : 7)  | ŽRK Budućnost Podgorica Milena Knežević 6 |
| 11. 02. 2013, Mo. 19:00 Uhr in Skyline - Elro Arena Randers, Randers | 1.374 Zuschauer Spielbericht | Randers HK Gitte Evendorff Andersen 4      | 18 : 24 (9 : 14)  | Győri ETO KC Anita Görbicz 6              |
| 10. 02. 2013, So. 19:00 Uhr in S.C. Moraca, Podgorica                | 4.500 Zuschauer Spielbericht | ŽRK Budućnost Podgorica Anđela Bulatović 5 | 18 : 20 (9 : 8)   | Larvik HK Linn Jørum Sulland 6            |
| 16. 02. 2013, Sa. 17:45 Uhr in Arena Larvik, Larvik                  | 4.430 Zuschauer Spielbericht | Larvik HK Linn-Kristin Riegelhuth Koren 4  | 18 : 24 (10 : 8)  | Győri ETO KC Viktória Rédei Soós 6        |
| 17. 02. 2013, So. 19:00 Uhr in S.C. Moraca, Podgorica                | 3.500 Zuschauer Spielbericht | ŽRK Budućnost Podgorica Milena Knežević 10 | 24 : 22 (12 : 11) | Randers HK Camilla Dalby 7                |
| 02. 03. 2013, Sa. 16:00 Uhr in Magvassy Mihaly Sporthalle, Győr      | 2.000 Zuschauer Spielbericht | Győri ETO KC Eduarda Amorim 7              | 30 : 24 (15 : 13) | Larvik HK Linn-Kristin Riegelhuth Koren 6 |
| 02. 03. 2013, Sa. 15:00 Uhr in Skyline - Elro Arena Randers, Randers | 1.400 Zuschauer Spielbericht | Randers HK Siraba Dembélé 7                | 20 : 20 (11 : 8)  | ŽRK Budućnost Podgorica Dragana Cvijić 6  |
| 09. 03. 2013, Sa. 15:00 Uhr in Skyline - Elro Arena Randers, Randers | 1.673 Zuschauer Spielbericht | Randers HK Camilla Dalby 8                 | 26 : 31 (15 : 15) | Larvik HK Linn-Kristin Riegelhuth Koren 6 |
| 10. 03. 2013, So. 19:00 Uhr in S.C. Moraca, Podgorica                | 4.500 Zuschauer Spielbericht | ŽRK Budućnost Podgorica Dragana Cvijić 6   | 21 : 22 (12 : 13) | Győri ETO KC Anita Görbicz 7              |
| 16. 03. 2013, Sa. 16:00 Uhr in Magvassy Mihaly Sporthalle, Győr      | 1.800 Zuschauer Spielbericht | Győri ETO KC Anita Görbicz 6               | 32 : 24 (15 : 12) | Randers HK Camilla Dalby 5                |
| 16. 03. 2013, Sa. 17:45 Uhr in Arena Larvik, Larvik                  | 2.025 Zuschauer Spielbericht | Larvik HK Gro Hammerseng 8                 | 28 : 16 (13 : 5)  | ŽRK Budućnost Podgorica Milena Knežević 5 |

### Gruppe B
| Pl. | Mannschaft                | Sp. | S | U | N | T   | GT  | Diff | Pkt |
| --- | ------------------------- | --- | - | - | - | --- | --- | ---- | --- |
| 1.  | RK Krim Mercator          | 6   | 4 | 0 | 2 | 141 | 126 | +15  | 08  |
| 2.  | CS Oltchim Râmnicu Vâlcea | 6   | 4 | 0 | 2 | 131 | 122 | +09  | 08  |
| 3.  | FTC Rail Cargo Hungaria   | 6   | 3 | 0 | 3 | 136 | 143 | −07  | 06  |
| 4.  | Swesda Swenigorod         | 6   | 1 | 0 | 5 | 129 | 146 | −17  | 0   |

| 03. 02. 2013, So. 17:00 Uhr in Judo Academy - Sports Hall, Swenigorod | 1.200 Zuschauer Spielbericht | Swesda Swenigorod Julija Nikolić 7                | 24 : 29 (14 : 15) | RK Krim Mercator Carmen Martín 8                |
| 03. 02. 2013, So. 19:00 Uhr in "Traian" Sport Hall, Râmnicu Vâlcea    | 3.028 Zuschauer Spielbericht | CS Oltchim Râmnicu Vâlcea Cabral Barbosa 7        | 22 : 23 (9 : 10)  | FTC Rail Cargo Hungaria Nerea Pena 10           |
| 10. 02. 2013, So. 17:00 Uhr in City Hall Dabas, Dabas                 | 2.498 Zuschauer Spielbericht | FTC Rail Cargo Hungaria Zsuzsanna Tomori 15       | 35 : 34 (18 : 17) | Swesda Swenigorod Anastasia Lobach 5            |
| 10. 02. 2013, So. 19:30 Uhr in Arena Stozice, Ljubljana               | 3.500 Zuschauer Spielbericht | RK Krim Mercator Andrea Penezić 11                | 28 : 24 (13 : 10) | CS Oltchim Râmnicu Vâlcea Katarina Bulatović 10 |
| 16. 02. 2013, Sa. 19:05 Uhr in "Traian" Sport Hall, Ramnicu Valcea    | 2.873 Zuschauer Spielbericht | CS Oltchim Râmnicu Vâlcea Katarina Bulatović 10   | 29 : 25 (16 : 16) | Swesda Swenigorod Ljudmila Postnowa 6           |
| 17. 02. 2013, So. 15:15 Uhr in City Hall Dabas, Dabas                 | 2.498 Zuschauer Spielbericht | FTC Rail Cargo Hungaria Zsuzsanna Tomori 10       | 30 : 26 (14 : 15) | RK Krim Mercator Andrea Penezić 9               |
| 02. 03. 2013, Sa. 17:00 Uhr in Judo Academy - Sports Hall, Zvenigorod | 650 Zuschauer Spielbericht   | Swesda Swenigorod Ljudmila Postnowa 6             | 23 : 26 (15 : 13) | CS Oltchim Râmnicu Vâlcea Katarina Bulatović 7  |
| 03. 03. 2013, So. 19:30 Uhr in Arena Stozice, Ljubljana               | 3.500 Zuschauer Spielbericht | RK Krim Mercator Andrea Penezić 8                 | 31 : 25 (15 : 12) | FTC Rail Cargo Hungaria Zsuzsanna Tomori 8      |
| 10. 03. 2013, So. 19:30 Uhr in Arena Stozice, Ljubljana               | 3.800 Zuschauer Spielbericht | RK Krim Mercator Linnea Torstenson 6              | 27 : 23 (11 : 13) | Swesda Swenigorod Ljudmila Postnowa 7           |
| 09. 03. 2013, Sa. 16:00 Uhr in City Hall Dabas, Dabas                 | 2.498 Zuschauer Spielbericht | FTC Rail Cargo Hungaria Zsuzsanna Tomori 7        | 23 : 30 (15 : 15) | CS Oltchim Râmnicu Vâlcea Katarina Bulatović 7  |
| 16. 03. 2013, Sa. 16:00 Uhr in Judo Academy - Sports Hall, Zvenigorod | 800 Zuschauer Spielbericht   | Swesda Swenigorod Ljudmila Postnowa 8             | 30 : 27 (12 : 16) | FTC Rail Cargo Hungaria Zsuzsanna Tomori 10     |
| 17. 03. 2013, So. 19:00 Uhr in "Traian" Sport Hall, Ramnicu Valcea    | 3.140 Zuschauer Spielbericht | CS Oltchim Râmnicu Vâlcea Ramona Petruţa Farcău 7 | 23 : 20 (9 : 12)  | RK Krim Mercator Nina Wörz 4                    |

## Halbfinale

### Qualifizierte Teams
Für das Halbfinale qualifiziert sind:
| Gruppen 1. Győri ETO KC Larvik HK | Gruppen 2. RK Krim Mercator CS Oltchim Râmnicu Vâlcea |

Im Halbfinale spielt immer der Gruppenerste gegen den Gruppenzweiten der anderen Gruppe.
Der Gruppenerste hat das Recht das Rückspiel zu Hause auszutragen.
Die Hinspiele finden am 6.–7. April 2013 statt. Die Rückspiele finden am 13.–14. April 2013 statt.

### 1. Halbfinale
| Mannschaft 1                                   | Mannschaft 2                  | Hinspiel             | Rückspiel            | Gesamt  |
| ---------------------------------------------- | ----------------------------- | -------------------- | -------------------- | ------- |
| CS Oltchim Râmnicu Vâlcea Katarina Bulatović 8 | Győri ETO KC Anita Görbicz 11 | 06.04.2013 18:00 Uhr | 11.04.2013 19:00 Uhr | 47 : 48 |
| CS Oltchim Râmnicu Vâlcea Katarina Bulatović 8 | Győri ETO KC Anita Görbicz 11 | 22 : 24 (10 : 14)    | 25 : 24 (14 : 10)    | 47 : 48 |
| CS Oltchim Râmnicu Vâlcea Katarina Bulatović 8 | Győri ETO KC Anita Görbicz 11 | 5.138 Zuschauer      | 5.019 Zuschauer      | 47 : 48 |

#### Hinspiel
CS Oltchim Râmnicu Vâlcea - Győri ETO KC  22 : 24 (10 : 14)
6. April 2013 18:00 Uhr in Bukarest, Sala Polivalentă "Ioan Kunst Ghermănescu", 5.138 Zuschauer, Spielbericht
 CS Oltchim Râmnicu Vâlcea Navarro Giménez (1), Ungureanu - Bulatović (8), Nechita  (4), Manea   (2), Meiroșu   (2), Brădeanu (1), Cabral Barbosa  (1), Curea (1), Farcău (1), Pineau (1), Jovanović , Manaharowa
 Győri ETO KC Haraldsen, Herr - Görbicz (8), Amorim    (6), Kovacsics  (4), Løke (2), Rédei-Soós (2), Orbán  (1), Radičević  (1), Hornyák, Korsós, Lekić , Sirián, Szepesi, Tervel  
Schiedsrichter:  Lars Geipel und Marcus Helbig

#### Rückspiel
Győri ETO KC - CS Oltchim Râmnicu Vâlcea  24 : 25 (10 : 14)
11. April 2013 19:00 Uhr in Veszprém, Veszprém Aréna, 5.019 Zuschauer, Spielbericht
 Győri ETO KC Haraldsen, Herr - Løke (5), Lekić  (4), Radičević  (4), Görbicz   (3), Kovacsics  (3), Amorim   (2), Rédei-Soós (2), Szepesi (1), Hornyák, Korsós, Orbán, Sirián, Tervel
 CS Oltchim Râmnicu Vâlcea Navarro Giménez, Ungureanu (3) - Cabral Barbosa  (5), Manea   (5), Pineau    (4), Manaharowa (3), Meiroșu  (2), Brădeanu (1), Jovanović  (1), Nechita (1), Bulatović , Curea, Farcău
Schiedsrichter:  Nenad Nikolić und Dušan Stojković

### 2. Halbfinale
| Mannschaft 1                | Mannschaft 2                      | Hinspiel             | Rückspiel            | Gesamt  |
| --------------------------- | --------------------------------- | -------------------- | -------------------- | ------- |
| Larvik HK Gro Hammerseng 11 | RK Krim Mercator Susann Müller 11 | 06.04.2013 15:15 Uhr | 13.04.2013 20:30 Uhr | 49 : 43 |
| Larvik HK Gro Hammerseng 11 | RK Krim Mercator Susann Müller 11 | 22 : 24 (09 : 16)    | 27 : 19 (13 : 09)    | 49 : 43 |
| Larvik HK Gro Hammerseng 11 | RK Krim Mercator Susann Müller 11 | 2.522 Zuschauer      | 5.000 Zuschauer      | 49 : 43 |

#### Hinspiel
Larvik HK - RK Krim Mercator  22 : 24 (09 : 16)
6. April 2013 15:15 Uhr in Larvik, Arena Larvik, 2.522 Zuschauer, Spielbericht
 Larvik HK Rantala, Leganger - Hammerseng   (6), Edin (4), Riegelhuth Koren  (4), Blanco (3), Sulland (3), Breivang  (1), T. Mørk  (1), Bille, K. Breistøl, S. Breistøl, Larsen, Sando, Wibe
 RK Krim Mercator Grubišić, Stefanišin - Müller (8), Penezić    (4), Mavsar  (3), Piedade  (2), Krpež (2), Martín  (2), Strilez-Werheljuk (2), Zrnec (1), Bodnijewa, Gregorc, Janković, Lazović  , Wörz 
Schiedsrichter:  Joanna Brehmer und Agnieszka Skowronek

#### Rückspiel
RK Krim Mercator - Larvik HK  19 : 27 (09 : 13)
13. April 2013 20:30 Uhr in Ljubljana, Arena Stožice, 5.000 Zuschauer, Spielbericht
 RK Krim Mercator Grubišić, Stefanišin, Kain - Martín (4), Lazović  (3), Müller (3), Penezić (3), Bodnijewa (2), Wörz (2), Krpež (1), Mavsar  (1), Piedade , Gregorc, Janković, Strilez-Werheljuk, Zrnec 
 Larvik HK Rantala, Leganger - Blanco  (7), Hammerseng   (5), Riegelhuth Koren (5), Sulland  (5), Breivang (2), Edin (2), K. Breistøl (1), Bille, S. Breistøl, Larsen, T. Mørk , Sando, Wibe
Schiedsrichter:  Charlotte Bonaventura und Julie Bonaventura

## Finale
Es nahmen die 2 Sieger aus dem Halbfinale teil.
Die Auslosung des Finales fand am 00. ------ 2013 um 00:00 Uhr (UTC+2) in Wien statt.
Das Hinspiel fand am 5. Mai 2013 statt. Das Rückspiel fand am 11. Mai 2013 statt.

### Qualifizierte Teams
| - Győri ETO KC - Larvik HK |

### Ausgeloste Spiele und Ergebnisse
| Mannschaft 1 | Mannschaft 2 | Hinspiel                 | Rückspiel                | Gesamt  |
| ------------ | ------------ | ------------------------ | ------------------------ | ------- |
| Larvik HK    | Győri ETO KC | 05.05.2013 So. 16:45 Uhr | 11.05.2013 Sa. 15:15 Uhr | 43 : 47 |
| Larvik HK    | Győri ETO KC | 21 : 24 (13 : 12)        | 22 : 23 (08 : 13)        | 43 : 47 |

### Hinspiel
Larvik HK - Győri ETO KC  21 : 24 (13 : 12)
5. Mai 2013 16:45 Uhr in Larvik, Arena Larvik, 4.115 Zuschauer.
Larvik HK: Rantala, Leganger - Blanco (5), Riegelhuth Koren  (4), Sulland (4), T. Mørk (3), N. Mørk (2), S. Breistøl (1), Breivang  (1), Hammerseng  (1), Bille, K. Breistøl, Edin, Larsen , Sando, Wibe
Győri ETO KC: Haraldsen, Herr - Görbicz (8), Løke   (6), Radičević (5), Amorim  (2), Kovacsics  (1), Lekić   (1), Rédei-Soós (1), Hornyák, Korsós, Orbán, Sirián, Szepesi, Tervel 
Schiedsrichter:  Diana Carmen Florescu und Anamaria Duţă
Quelle: Spielbericht

### Rückspiel
Győri ETO KC - Larvik HK  23 : 22 (13 : 08)
11. Mai 2013 15:15 Uhr in Veszprém, Veszprém Aréna, 5.119 Zuschauer.
 Győri ETO KC: Haraldsen, Herr - Løke  (5), Radičević (5), Görbicz (4), Lekić  (3), Amorim (2), Kovacsics (2), Szepesi (2), Hornyák, Korsós, Orbán, Rédei-Soós, Sirián, Tervel
 Larvik HK: Rantala, Leganger - N. Mørk (5), Hammerseng  (4), Riegelhuth Koren (4), T. Mørk  (3), Blanco  (2), Edin (2), Larsen  (2), Bille, K. Breistøl, S. Breistøl, Breivang , Sando, Sulland , Wibe 
Schiedsrichter:  Matija Gubica und Boris Milošević
Quelle: Spielbericht

## Statistiken

### Torschützenliste

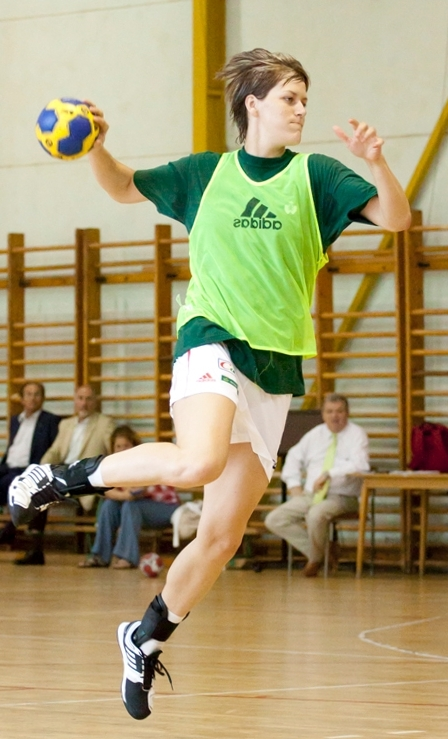
Zsuzsanna Tomori

Die Torschützenliste zeigt die drei besten Torschützinnen in der EHF Champions League der Frauen 2012/13.
Zu sehen sind die Nation der Spielerin, der Name, die Position, der Verein, die gespielten Spiele, die Tore und die Ø-Tore.
Zsuzsanna Tomori ist Torschützenkönigin der EHF Champions League der Frauen 2012/13.
| Pl. | Nation     | Spieler            | Pos. | Verein                    | Sp. | Tore | Ø    |
| --- | ---------- | ------------------ | ---- | ------------------------- | --- | ---- | ---- |
| 1.  | Ungarn     | Zsuzsanna Tomori   | (RL) | FTC Rail Cargo Hungaria   | 12  | 95   | 7,92 |
| 2.  | Montenegro | Katarina Bulatović | (RR) | CS Oltchim Râmnicu Vâlcea | 14  | 87   | 6,21 |
| 3.  | Montenegro | Milena Knežević    | (RM) | ŽRK Budućnost Podgorica   | 12  | 86   | 7,17 |